# Roggelskopf
Roggelskopf är ett berg i Österrike.   Det ligger i distriktet Bludenz och förbundslandet Vorarlberg, i den västra delen av landet, 500 km väster om huvudstaden Wien. Toppen på Roggelskopf är 2 284 meter över havet, eller 209 meter över den omgivande terrängen. Bredden vid basen är 1,3 km.
Terrängen runt Roggelskopf är huvudsakligen bergig, men åt nordost är den kuperad. Närmaste större samhälle är Bludenz, 10,2 km väster om Roggelskopf. 
Trakten runt Roggelskopf består i huvudsak av gräsmarker. Runt Roggelskopf är det ganska glesbefolkat, med 47 invånare per kvadratkilometer.